# Cephalaeschna shaowuensis
Cephalaeschna shaowuensis là loài chuồn chuồn trong họ Aeshnidae. Loài này được Xu mô tả khoa học đầu tiên năm 2006.